# Gerdius cinctus
Gerdius cinctus là một loài tò vò trong họ Ichneumonidae.